# آفلنتس
آفلنتس (به آلمانی: Aflenz) یک منطقهٔ مسکونی در اتریش است که در بروک مورتسوچلاگ واقع شده‌است. آفلنتس ۵۵٫۰۶ کیلومتر مربع مساحت دارد ۷۶۵ متر بالاتر از سطح دریا واقع شده‌است.